# Corentin Tolisso
Corentin Tolisso (Tarare, Francuska, 3. kolovoza 1994.) francuski je nogometaš i nacionalni reprezentativac. Trenutno igra za Lyon. S Francuskom osvojio naslov svjetskog prvaka 2018. godine.

## Karijera

### Klupska karijera
Tolisso je nogometnu karijeru započeo u lokalnim klubovima oko rodnog Tararea. Nakon toga počeo se razvijati u Lyonovoj omladinskoj školi da bi 2013. ušao u prvu momčad. Tadašnji trener Rémi Garde uveo ga je u igru kao kasnu zamjenu u visokoj ligaškoj pobjedi protiv Nice. Tjedan dana nakon nastupa u utakmici Europa lige, Tolisso s klubom potpisuje prvi profesionalni ugovor. Većinu sezone korišten je kao uslužni igrač mijenjajući na poziciji desnog beka Daboa te ozlijeđene Gourcuffa i Fofanu kao srednji vezni. Zbog odsutnosti Fofane i Greniera dobiva više igre tijekom sljedeće sezone (2014./15.). Završetkom iste, Tolisso, Fekir i Lopes su nagrađeni boljim ugovorima koji su produženi do 2020.
Sljedeće sezone igrač je za klub ostvario pet prvenstvenih pogodaka i šest asistencija te je prvenstvo završio na drugom mjestu, iza nedodirljivog PSG-a. Zbog toga je postao zanimljiv klubovima diljem Europe (primjerice Napoliju) ali je odlučio ostati u klubu kako bi još napredovao. Tolisso je dobio čast da 2. listopada 2016. bude kapetan svoje momčadi u Rhônskom derbiju protiv lokalnog rivala AS Saint-Étiennea. Tome su prethodile ozljede kapetana Gonalonsa i dokapetana Lacazettea a susret je odigran na novom Lyonovom stadionu Parc Olympique Lyonnais. Veznjak je tu sezonu završio s 14 pogodaka i sedam asistencija u 47 utakmica (u svim natjecanjima zajedno) te je uveden u najbolju momčad Europa lige.
14. lipnja 2017. njemački gigant Bayern je objavio dovođenje Tolissa s kojim je potpisan petogodišnji ugovor. Vrijednost transfera iznosila je 41,5 milijuna eura dok je šest milijuna osigurano za potencijalne bonuse. U to vrijeme to je za Lyon predstavljao rekordni iznos koji je nakon manje od mjesec dana srušio Lacazette (prodaja u Arsenal za 53 milijuna €).  To je ujedno bio i bundesligaški i Bayernov transferni rekord budući da je prijašnji držao Javi Martínez (iz Athletic Bilbaa za 40 milijuna).
Igrač je uskoro debitirao u utakmici njemačkog Superkupa kojeg je Bayern osvojio nakon jedanaesteraca protiv Borussije Dortmund. Francuz je igrao do 84. minute kada ga je zamijenio Renato Sanches. Te sezone Tolisso je s Bavarcima osvojio Bundesligu dok je sljedeću (2018./19.) započeo kao svjetski prvak. Međutim, igrač je uskoro u susretu protiv Bayer Leverkusena zadobio rupturu ligamenta na desnom koljenu. Francuski izobornik Didier Deschamps tada je izjavio: "Tolisso će se vratiti jak, ako ne i jači". Tijekom zimske stanke i treninga Bavaraca u katarskoj Dohi, objavljena je informacija da Corentin može trčati bez problema u anti-gravitacijskoj sobi. Na teren se vratio u ožujku 2019., prema riječima tadašnjeg trenera Nike Kovača, "ranije od očekivanog".
U sezoni 2019./20. Corentin je s klubom osvojio svoj treći naslov nacionalnog prvaka.

### Reprezentativna karijera
Tolisso je rođen u Francuskoj ali je zbog roditelja Togoanaca imao mogućnost da igra za tamošnji nacionalni sastav. Izbornik Claude Le Roy imao je namjeru dovesti ga u reprezentaciju, dok je Corentin priznao togoanske korijene ali i odanost Francuskoj.
Igrač je igrao za francuske mlade sastave dok je za seniore debitirao 28. ožujka 2017. zamijenivši Thomasa Lemara u domaćem porazu od Španjolske. Svojim igračkim performansama svidio se izborniku Deschampsu koji ga je uveo na konačni popis reprezentativaca za Svjetsko prvenstvo u Rusiji. Ondje je igrao u prvoj utakmici skupine protiv Australije dok je u osmini finala s Argentinom ušao u igru umjesto Matuidija. U sljedećoj utakmici s Urugvajem, Tolisso je startao u prvoj momčadi te je asistirao Griezmannu za pogodak. U susretima polufinala i finala, Corentin je ulazio u igru kao zamjena a Francuska je osvojila naslov svjetskog prvaka nakon dvadeset godina.

#### Pogodci za reprezentaciju
| #  | Datum              | Mjesto           | Protivnik | Pogodak | Rezultat | Natjecanje                  |
| -- | ------------------ | ---------------- | --------- | ------- | -------- | --------------------------- |
| 1. | 17. studenog 2019. | Tirana, Albanija | Albanija  | 1:0     | 2:0      | kvalifikacije za EURO 2020. |

## Osvojeni trofeji

### Klupski trofeji
| Klub           | Trofej            | Sezona / godina                 |
| Njemačka       | Njemačka          | Njemačka                        |
| -------------- | ----------------- | ------------------------------- |
| Bayern München | Bundesliga        | 2017./18., 2018./19., 2019./20. |
| Bayern München | Njemački kup      | 2019., 2020.                    |
| Bayern München | Njemački Superkup | 2017., 2018.                    |

### Reprezentativni trofeji
| Turnir      | Trofej | Godina |
| ----------- | ------ | ------ |
| SP u Rusiji | Zlato  | 2018.  |

### Individualni trofeji
| Trofej                               | Sezona    |
| ------------------------------------ | --------- |
| Najbolja momčad sezone Europske lige | 2016./17. |

### Ordeni
Chevalier of the Légion d'honneur: 2018.

## Vanjske poveznice
- Profil igrača  Arhivirana inačica izvorne stranice od 18. travnja 2019. (Wayback Machine) na web stranicama Francuskog nogometnog saveza
- Profil igrača na Transfermarkt.com